# Salthill Devon FC
Salthill Devon FC is een Ierse voetbalclub uit Galway.
De club speelt in het Drom Clubhouse dat plaats biedt aan 2.000 toeschouwers. In 1977 werd de club opgericht toen Salthill Athletic en Devon Celtic fuseerden. In 2008 kwam de club uit op het derde niveau, A Championship, en kwalificeerde zich voor promotiewedstrijden tegen de nummer laatst van de FAI First Division. Tegenstander Kildare County bleek niet in staat de wedstrijden te spelen en Salthill Devon kreeg de promotie toebedeeld.
In 2011 liepen fusiegesprekken met het in de problemen geraakte Galway United FC op niets uit. Wel ging de club als SD Galway FC in 2012 in Terryland Park, het stadion van United, spelen. Na twee seizoenen in de League of Ireland First Division maakte de club eind 2013 samen met Mervue United plaats voor een Galway FC dat zich een jaar later hernoemde in Galway United FC. Salthill Devon FC ging in 2013 verder in de Galway & District League..

## Erelijst
- Connacht Senior Cup: 1989/90, 1990/91, 1991/92, 2009/10

## Eindklasseringen
| Seizoen | № | Clubs | Divisie        | WG | W | G | V  | Saldo | Punten | Tsch |
| ------- | - | ----- | -------------- | -- | - | - | -- | ----- | ------ | ---- |
| 2012    | 8 | 8     | First Division | 28 | 5 | 5 | 18 | 23–51 | 20     | 245  |
| 2013    | 8 | 8     | First Division | 28 | 4 | 5 | 19 | 23–54 | 17     | 134  |